# Abonyi-kaszálóerdő
Abonyi-kaszálóerdő este o arie protejată (arie de protecție specială avifaunistică — SPA) din Ungaria întinsă pe o suprafață de 418,95 ha, integral pe uscat.

## Localizare
Centrul sitului Abonyi-kaszálóerdő este situat la coordonatele 47°10′09″N 19°56′34″E / 47.1692°N 19.9428°E.

## Înființare
Situl Abonyi-kaszálóerdő a fost declarat arie de protecție specială avifaunistică în mai 2004 pentru a proteja 6 specii de animale.

## Biodiversitate
Situată în ecoregiunea panonică, aria protejată nu include niciun habitat protejat.
La baza desemnării sitului se află mai multe specii protejate de  păsări (6): fâsă-de-câmp (Anthus campestris), acvilă de câmp (Aquila heliaca), dumbrăveancă (Coracias garrulus), vânturel de seară (Falco vespertinus), sfrâncioc roșiatic (Lanius collurio), sfrânciocul cu frunte neagră (Lanius minor).
Pe lângă speciile protejate, pe teritoriul sitului au mai fost identificate 1 specie de păsări.